# 南錫體育會

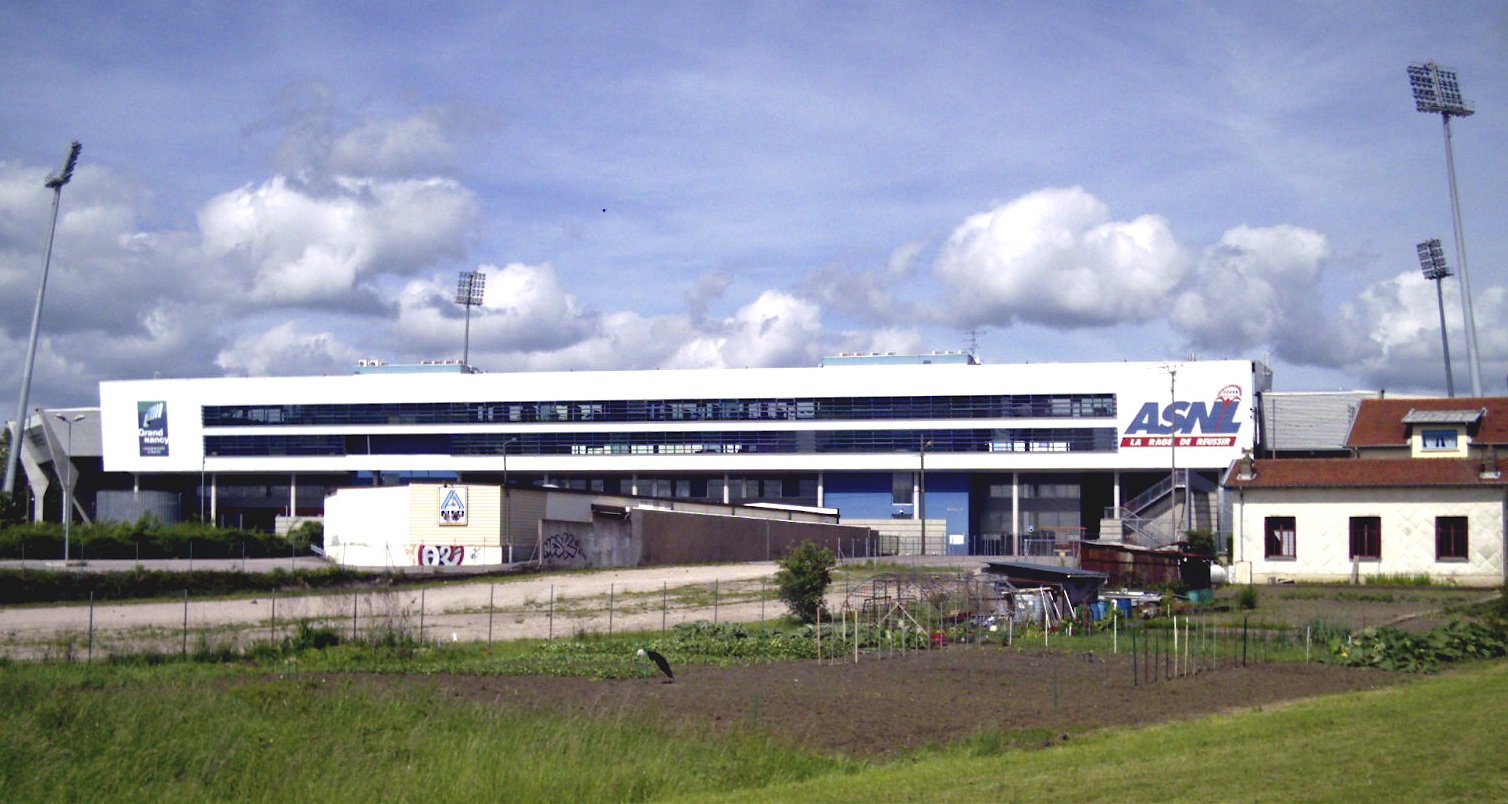
马塞尔·皮科球场

南锡洛林体育协会（法語：Association Sportive Nancy-Lorraine，法語發音：[asɔsjɑsjɔ̃ spɔʁtiv nɑ̃si lɔʁɛn]，簡稱AS Nancy Lorraine或首字母縮略字ASNL）是一家位於法國東北部默尔特-摩泽尔省南锡市的足球會，主場是可容20,085人的马塞尔·皮科球场（Stade Marcel Picot），現時作賽於法國全國聯賽。

## 歷史
南錫的前身南錫足球俱樂部（FC Nancy）成立於1910年，但於1965年因財務困難而倒閉，兩年後的1967年現時的南錫正式成立。南錫足球會是一家典型的法國小型球會，球會史上從未贏得法甲聯賽冠軍，而亦僅贏過一屆法國盃（決賽1-0擊敗尼斯），近年亦只是扮演「升降機」角色。
南錫奪得2006年的聯賽杯冠軍（決賽2-1擊敗尼斯），從而獲得歐洲足協盃的參賽資格。足協盃第一圈淘汰賽抽籤碰上德甲勁旅，南錫兩回合累計3-2爆冷過關。分組賽同組有、克拉科夫及巴素利，以2勝1和1負的成績次名出線。32強對兩回合累計1-2敗陣遭淘汰出局。

## 球會榮譽
- 法國乙組足球聯賽
  - 冠軍 (5): 1975, 1990, 1998, 2005, 2016
  - 亞軍 (1): 1970
- 法國全國聯賽
  - 冠軍 (1): 2025
- 法國盃
  - 冠軍 (1): 1978
- 聯賽盃
  - 冠軍 (1): 2006

## 著名球星
- Ali Boumnijel
- 羅傑·勒梅爾
- Wilson Oruma
- Tony Vairelles
- Aleksandr Zavarov
- Albert Guðmundsson
- YOUSSOUF HADJI

## 外部連結
- 官方網站（法文）（页面存档备份，存于）